# Oghamsteine von Lewannick
Über die Herkunft der Oghamsteine von Lewannick CIIC 466 und CIIC 467 in Cornwall in England ist wenig bekannt. Es wird vermutet, dass die Steine christliche Beisetzungen markierten und von etwa 500 n. Chr. datieren. Die Lewannick-Steine haben auch lateinische Inschriften, die vielleicht eine Übersetzung des Oghamtextes darstellen.

## Oghamstein 1
Der 1892 entdeckte Oghamstein 1  ᚛ᚔᚌᚓᚅᚐᚃᚔ ᚋᚓᚋᚑᚏ᚜ steht auf dem Friedhof der St Martin church. Es handelt sich um einen Steinquader mit den Abmessungen 1,22 × 0,4 m × 0,23 m aus rötlichem Granit mit horizontaler lateinischer Inschrift in vier Zeilen und einer Oghaminschrift am linken Rand. Obwohl der Stein aus Granit ist, sind die Inschriften schwer zu entziffern.
Die lateinische Inschrift lautet:
- I N C E N
- V I
- M E M
- 0 R I A

## Oghamstein 2

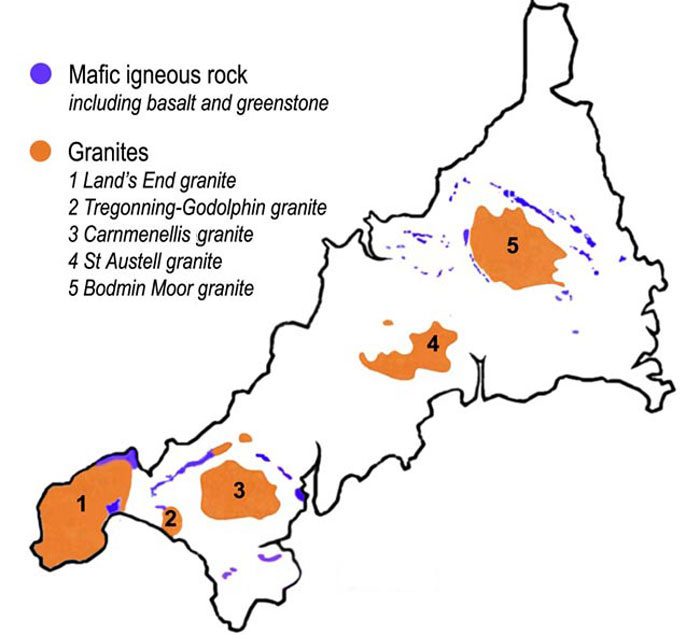
Elvan oder Greenstone wird nur in den kleinen „blauen“ Bereichen gefunden

Der Oghamstein 2 ᚛ᚒᚂᚉᚐᚌᚅᚔ᚜ wurde 1894 in der Kirche gefunden. Er war in zwei Teilen in die Nordwand eingebaut worden, wobei ein Stück fehlt. Er ist aus dem selteneren grauen Elvan-Stein (Quarz-Porphyr) und viel besser erhalten als der erste Stein. Es handelt sich um einen Steinquader mit den Abmessungen 1,50 m × 0,34 m × 0,28 m mit vertikaler lateinischer Inschrift und Oghaminschriften am linken und rechten Rand.
Es gibt zwei Besonderheiten. Erstens haben die lateinische Inschrift und die Oghamritzungen die gleiche Ausrichtung. Zweitens ist die Oghaminschrift einmal als ULCAGNI geschnitzt, (passend zum VLCAGNI der lateinischen Inschrift) und einmal als UDSGQI (mit Buchstaben auf der falschen Seite der Steinkante). Da der Stein nicht in situ stehend gefunden wurde, ist unklar, wie er ursprünglich stand.

## Kontext
Obwohl die große Mehrheit der Oghamsteine in Irland gefunden wird, sind einige Inschriften aus Cornwall und Devon bekannt. Als diese Oghaminschriften entstanden, war die Halbinsel Teil des britisch-keltischen Königreichs Cerniw bzw. Dumnonia, das Handelsbeziehungen und religiöse Verbindungen mit Irland hatte, die das Vorhandensein einer kleinen Anzahl monumentaler Steine mit Oghaminschriften (sieben sichere und fünf zweifelhafte bzw. unbestätigte Inschriften) erklären könnte. Wahrscheinlich handelt es sich um den Rest einer größeren Anzahl von Inschriften. Die Ogham-Buchstaben entlang der Kanten sind oft abgewittert. Einige Steine, die keine Spuren einer Oghaminschrift zeigen, könnten ursprünglich eine gehabt haben.